# Nora Catelli
Nora Catelli (Rosario, Argentina, 1946) és una crítica literària i assagista argentina, professora titular de Teoria de la Literatura i Literatura Comparada a la Universitat de Barcelona.
Es va llicenciar en lletres a la Universitat Nacional de Rosario i és doctora en Filologia Hispànica. Resideix a Espanya des del 1976, quan va arribar exiliada de la Guerra bruta a l'Argentina juntament amb una gran quantitat d'intel·lectuals.
Ha estat Visiting Fellow del Programa Albert Schweitzer d'Humanitats de la Universitat de Nova York, i és membre del Workshop del Rockefeller Archive Center, també de Nova York, en el projecte "Vers una història de les elits culturals en Amèrica Llatina".
En la seva ja llarga carrera ha prologat a Virginia Woolf, George Eliot i Franz Kafka, entre molts altres, a més d'haver publicat una gran quantitat d'articles sobre teoria literària i sobre autors de la modernitat americana i europea. És considerada una de les majors expertes en teoria de l'autobiografia de l'àmbit hispà.
En l'actualitat imparteix classes de Teoria del Llenguatge Literari i de Literatures Comparades a la Universitat de Barcelona, i col·labora en el suplement literari del diari El País, Babelia.

## Assajos
- El espacio autobiográfico (1991).
- El tabaco que fumaba Plinio (1998), en col·laboració amb Marieta Gargatagli.
- Testimonios tangibles, (2001), XXIX Premi Anagrama d'Assaig.[1]